# Vulcanodòntids
Els vulcanodòntids constitueixen una família de dinosaures sauròpodes basals que visqueren durant el Juràssic inferior. Els membres d'aquesta família presentaven mesures mitjanes i es consideren els primers representants del grup dels sauròpodes.
Alguns membres d'aquesta família són Zizhongosaurus, Barapasaurus, Tazoudasaurus, i Vulcanodon.
Com a conseqüència dels trets primitius, el primer exemplar descobert, Vulcanodon, del Juràssic inferior de l'actual Zimbàbue, fou classificat en un primer moment com a prosauròpode. L'any 2004 Ronan Allain va defnir com a pertanyents a aquesta família «tots els sauròpodes més propers a Vulcanodon que als eusauròpodes».